# Ногінськ
Но́гінськ (рос. Ногинск) — місто, адміністративний центр Богородського міського округу Московської області, Росія.

## Географія
Місто розташоване на річці Клязьмі (притока Оки), за 46 км (33 від МКАД) на схід від Москви, на північно-західній межі Мещерської низовини.

## Історія
Ногінськ відомий з 1389 року як село Рогожа; назване за річкою Рогожа (від назви водяної рослини рогіз). З 1506 ямська слобода Старий Рогозький Ям.
При утворенні в 1781 році Богородського повіту видано розпорядження село Рогожа «називати містом», після чого він за назвою повіту дістав ім'я Богородськ. Повіт названо за датою його утворення у свято Покрови Пресвятої Богородиці.
У середині XIX століття тут збудували потужне текстильне підприємство — Богородице-Глухівська мануфактура (до 1990 Глуховський бавовняний комбінат).
У другі половині XIX століття — на початку XX один із значних центрів старообрядництва у Підмосков'ї.
У 1930 місто було перейменовано в Ногінськ на честь більшовицького діяча Віктора Ногіна (1878—1924).

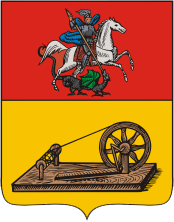
Герб (1781)
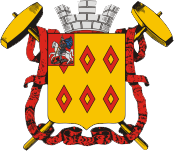
Герб 1883
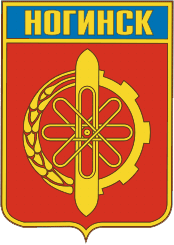
Герб (1988)
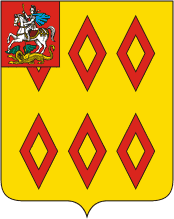
Герб (сучасний)

## Населення
Населення — 100072 особи (2010; 117555 у 2002).

### Соціальне становище
Приблизно 30 % населення міста працює в промисловості міста й району, не менш як 25 % працює у Москві, 13 % — у сфері послуг, 7 % в освіті, 6 % в охороні здоров'я.
Очевидним є подальше розширення галузі послуг. Дедалі більшим на ринку праці буде вплив сусідства з Москвою.
За офіційними даними, безробіття становить 0,7 % економічно активного населення.

## Господарство

### Промисловість
У місті значна кількість спорожнілих та невикористовуваних виробничих приміщень.

#### Військово-промисловий комплекс
- філіал ДУП «Прибор» — обладнання для харчової промисловості
- ВАТ «Еталон» (електронне машинобудування) — обладнання електронної промисловості, прилади електронні, п'єзоелектричні.
- ФДУП «502 Завод по ремонту военного технического имущества» — капітальний ремонт сучасних систем протиповітряної оборони: зенітних ракетних комплексів, радіолокаційних станцій, зенітних та авіаційних ракет.

#### Машинобудування
- ВАТ «Ногінський завод паливної апаратури» — паливна апаратура, у тому числі для сільськогосподарської техніки
- ЗАТ «Експериментальне виробництво ЦНІТІ» — технологічний майданчик, преси, прилади приймально-контрольні, охоронно-пожежні
- ООО СЕЛПА — котельно-допоміжне та водопідготовче обладнання
- ОАО «Літейно-механічний завод» — художнє лиття та кування, ковані меблі, виготовлення сходів, огорож з кольорового металу та дерева; благоустрій територій, реставраційні роботи
- Науково-виробничий центр «КРОПУС» — виробництво обладнання для технічної діагностики небезпечних підприємств (дефектоскопи та ін), промислових систем контролю якості продукції в машинобудуванні, авіакосмічній, атомній та військовій промисловості

#### Виробництво обладнання харчової промисловості
- ООО «Реконд» — Кондитерське устаткування

#### Легка промисловість
- ТОВ «Текстиль М» — Шиття якісного спецодягу
- Панчохово-носкове об'єднання ВАТ ВТО «Ажур»

#### Харчова промисловість
- ВАТ «Руське Море»
- Ногінський м'ясокомбінат
- ТОВ «Ногінський комбінат харчування»
- ООО «Ногінский масло-жировий комбінат»
- Хлібокомбінат, Молокозавод, Холодокомбінат, Пивоварення

#### Будівельні матеріали
- Виробництво ТД Кератон
  - Ногінський керамічний завод
  - ТОВ «Ногінський комбінат будівельних сумішів»
- ЗАТ «Ногінський завод кровельних та гідроізоляційних материалів»

#### Меблева, деревообробна, лісозаготівельна промисловість
- «Ногінська Фабрика стільців» Компанія «Віста»[недоступне посилання з липня 2019]
- ТОВ СП «Фіннарт» — Дерев'яні вікна, меблі

Широко розвинуте дрібне підприємництво — загальна кількість дрібних підприємств не менш як 20.
Деревообробка складає значну частку міських прибутків.

### Агропромисловий комплекс
- Ногінська птахофабрика
- Міжрайонный центр з племінної роботи — Ногінський філиал ФДУП «Московське»

### Транспорт

#### Пасажирський
Пасажирський автобусний
- Міський автовокзал
- Автоколона 1783 ДУП МО «Мострансавто»(Маршрути та розклади руху Ногінської а/к)
  - 17 міських маршрутів, 26 приміських маршрутів, 3 маршрути сполученням Ногінськ-Москва (час у дорозі близько 1,5 години, відправлення кожні 20 хвилин)
  - Пряме автобусное пасажирське сполучення з містами: Москва, Балашіха, Електросталь, Павловський Посад, Електрогорськ, Черноголовка, Електроуглі, Купавна
- У місті розвинута система комерційних маршрутних таксі і таксі

Пасажирський залізничний
- Пряме сполучення електропоїздами з Москвою, Електросталлю, Електроуглями, Железнодорожним, Реутовим (відправлення поїздів щогодини, час у дорозі до Москви близько 1 год 40 хв) Розклад руху (tutu.ru)
- Пересування містом від вокзалу до району Глухове (з.п. Захарове)

#### Ногінський міський трамвай
Інформація на початок 2000-х
- Довжина колії наразі сягає 13,7 км, рухомий склад налічує 20 вагонів. Починаючи з 1960-х років, коли запровадили серійне виробництво автобусів, та облаштували автодороги, трамвай стає планово-збитковим підприємством. Трамвай має в порівнянні з автотранспортом низьку швидкість, він зручний на окремій прямій ділянці — центр міста — район Істомкіно — тому не зажив великої популярності в населення, за винятком пільговиків. Підвищити швидкість руху трамвая можна тільки за рахунок будівництва другої колії, та ремонту тіеї, що вже існує. Трамвай підтримує адміністрація як своєрідну візиту картку міста, але за відсутності фінансування з центру трамвай є доволі дорогім для всіх задоволенням.

На середину 2010-х трамвайна інфраструктура повністю знищена, трамвайні вагони порізані на металобрухт.

#### Вантажний транспорт
Логістичний комплекс міста досить розвинутий та має високий потенціал.
Місто має вигідне розташування на двох великих автошляхах (М7 «Волга» Москва — Уфа, потенційне продовження інтер-траси E22), федерального транзитного автошляху «Мале московське кільце» (ММК), з одночасним виходом на мережу РЖД (Російський залізниць). Відстань автодорогою М7 до Москви не більше за 50 км.
- Автомобільний вантажний транспорт
  - 3 організації обслуговування вантажного транспорту
  - Стоянка вантажного транспорту (з готелем і побутовим обслуговуванням)
  - Два потужних складських комплекси з виходом на РЖД — один з них на ММК в межах міста
- Залізничний вантажний транспорт
  - «Ногінське ППЗТ» — організація промислового транспорту, складський комплекс із залізницею
  - Більшість підприємств міста має вихід на залізничну мережу РЖД
- Контейнерна станція (перевантаження із залізниці на автотранспорт) — розташована на ММК в межах міста

#### Інфраструктура автотранспорту
- 14 станцій обслуговування автомобілів (СТОА), 3 окремі автомийки, 3 організації, що евакуюють автомобілі
- 9 Бензинових АЗС, кілька АГЗС
- 4 автошколи, відділки ДАІ та транспортної інспекції
- Час у дорозі до Москви (МКАД) автотранспортом залежно від часу, дня, та району міста становить від 40 хв. до 2 годин

#### Дорожньо-мостове господарство
- 13,7 км трамвайної колії, принаймні 20 км залізничної колії.
- 12 автомобільних мостів з них два через річку Клязьма; 9 організованих пішохідних переходів, з них один підземний (автодорога), один залізничний, 4 мости через Клязьму
- 10 однорівневих авто — залізничних переїздів, 2 шляхопроводи
- два одноколійні залізничні мости, один з них через Клязьму.

Головними проблемами дорожнього господарства є:
- Низька пропускна здатність моста ММК через Клязьму — з північного боку часто виникають тисняви.
- Чисельний вантажний автотранспорт (ММК проходить крізь місто)

### Енергетика
Від Московського кільцевого газопроводу місто живить природний газ.
Крізь міський район «Червоний електрик» іде потужний магістральний 500 кВ канал Москва — Тольяті, розміщено велику підстанцію з відгалуженням Ногінськ-Чагине (Москва) (ділянка Московського кільця), від міських підстанцій ідуть 3 повітряні лінії електропередач — одна 35 кВ та дві 110 кВ, що подають електроенергію в багато сусідніх населених пунктів, а також відгалуження (220 та 110 кВ) від підстанції на сусідні райони.
На території міста розміщено потужно нафтобазу.

### Культура
- Драматичний театр (В будівлі кінематографу 1915) (стан будівлі аварійний, через пожежі зачинена на капітальний ремонт (2006))
- 2 кінотеатри, у тому числі кінотеатр Рассвет (рос.)
- Театр юного глядача, Будинок художника, 2 Музеї (Ногінський краєзнавчий музей (рос.))
- 6 Домів культури, 6 Бібліотек, 16 клубів та спілок (туризму, поезії, знайомств та ін.), Центр дитячої та юнацької творчості
- Два парки культури та відпочинку (однак лише один з них облаштовано належним чином)
- Спорт-бар, кілька нічних танцювальних клубів, три більярдні зали
- Велика кількість азартно-гральних закладів

### Освіта
- 2 дитячих будинки, 3 ясел-садків, 12 дитячих садків, 15 установ початкової та середньої загальної освіти
- Школа-інтернат, спецшкола-інтернат, спортивна школа-інтернат, вечірня школа
- Гімназія, православна гімназія, ліцей, школа «Академія мова», «Ломоносовський» ліцей
- Дитяча школа мистецтв, художня школа
- 2 ПТУ близько 600 студентів (2004)
  - Педагогічний, медичний, торговельно-економічний, політехнічний середні спеціальні навчальні заклади.
- 5 ВИШів (4 державний, один недержавний некомерційний) близько 3 тис. студентів (2004)

У школах, завдяки добрій підготовці фахівців у місцевому педагогічному коледжі рівень навчання лишається високим, впроваджуються альтернативні шкільні програми. Поширилась підготовка фахівців із вищою освітою у ВИШах, що засновані протягом останніх 10-х років.

### Житловий сектор, побутове обслуговування, торгівля
- 3 ринкових комплекси, 4 торгові центри
- Мережні магазини: Діксі (4 магазини), Магніт, Ельдорадо (2 магазини), Авто49, Євросіть, Связний, Л'Етуаль, Мегафон (офіційний офіс)]
- 4 ресторани, кілька барів та кафе
- 5 лазень, 3 ательє, 2 пральні, хімчистки, перукарні, ремонти, косметичні салони
- 6 готелів

### ЗМІ та зв'язок
- Місто розташоване в зоні впевненого прийому телеканалів з Останкінської телевежі
- Організовано місцеві радіо та телебачення, друкується дві муніципальні газети 1, 2 та кілька рекламних газет.
- Розвинута кабельна телемережа, радіо-кабельна, а також комп'ютерна мережа.
- Центральний вузол електрозв'язку (Філіал Центртелекому), мережа відділків Ногінського поштамту УФПС Московської області
- Провайдери інтернету: Флекс, АртЕкс, НТК, Елкател, ЦентрТелеком, Корбіна Телеком
- Оператори мобільного зв'язку (надають послуги мобільного інтернету):

Вимпелком (GSM (БіЛайн), DAMPS (Corbina telecom)), МТС (GSM), Мегафон-Москва (GSM), SkyLink (NMT-450, CDMA2000)

### Визначні пам'ятки
Цікавинка міста — Одноколійний трамвай, що його побудовано в 1924 році «методом народної будови».
Фабричні будинки, що зведені наприкінці XIX — на початку XX століття, а також велика кількість монументів, серед яких перший у світі пам'ятник В. І. Леніну.
Собор Богоявлення — однокупольний храм у стилі пізнього класицизму, зведений на місті старої кам'яної церкви 1755—1767; трапезна з Покровським и Микольским приділами — 1823; дзвіниця, котру зведено в ті самі часи, надбудована четвертим ярусом у 1886. Закритий в 1938; у 1993—1997 належав громаді УПЦ КП; з 1997 належить РПЦ. Головний храм Богородського благочиння (територія Ногінського р-ну). В храмі є мощі священномученика Костянтина Богородського (Голубева) (1852—1918), яких обретено в 1995 році.

## Люди, пов'язані з містом
- Александров Павло Сергійович (1896—1982) — математик (алгебраїст, тополог), викладач.
- Величковський Борис Митрофанович (1947—2022) — психолог.
- Живов Лев Іванович (1924—2013) — радянський, український і російський технолог-машинобудівник, педагог, доктор технічних наук.
- Кузнецов Михайло Артемович (1918—1986) — російський актор.
- Маслов Володимир Андрійович (нар. 1925) — радянський вчений в галузі технології коньячного виробництва.
- Меняльщіков Саїд Джиганович (1936—2000) — художник, художник-постановник ігрового кіно; лауреат Державної премії СРСР (1981).
- Ногін Віктор Павлович (1878—1924) — з 1893 робітник на Глухівській мануфактурі в Богородську, радянський державний та партійний діяч.
- Пильняк (Вогау) Борис Андрійович (1894—1938)  — Письменник Б. А. Вогау — син богородського земського ветеринарного лікаря. Юнаком у 1907—1912 навчався в Богородському реальному училищі.
- Пимен (Ізвеков) — Патріарх Московський і всієї Русі (1971—1990). Народився в Богородську в 1910.
- Пудовкін Денис Євгенович (1977—2004) — прапорщик ФСБ Росії. Народився та жив у Ногінську, загинув, виконуючи бойове завдання під час терористичного акту в Беслані. Нагороджений орденом «За заслуги перед Батьківщиною» IV ступеню (по смерті).
- Сохацька Олена Миколаївна (нар. 1952) — доктор економічних наук.
- Стельс Андрій (? — 1712) — Порохівник Петра I, засновник порохового заводу в Успенському.
- Федотов Григорій Іванович (1916—1957) — радянський футболіст, нападник, тренер.
- Фортов Володимир Євгенович (1946—2020) — науковець-фізик, член низки наукових спілок, здобув різні нагороди, у тому числі премію Макса Планка.
- Ханаєва Євгенія Никандрівна (1921—1987) — радянська російська актриса театру і кіно.
- Династія купців — промисловців Морозових
  - Морозов Захар Савич — заснував Богородсько-Глухівську мануфактуру
  - Морозов Арсеній Іванович — заснував Ново-ткацьку фабрику, завдякі його внескам зведено будівлю Богородської жіночої гімназії.

## Міжнародна співпраця
З 1996 року і донедавна містом-побратимом було Біла Церква (Київська область, Україна).